# Видирих
Видирих је био краљ Острогота (од 376).

## Биографија
Према Амијану Маркелину, Видирих, малолетни Витимиров син, постао је краљ након смрти свог оца. Због тога што је тада био веома млад, управу су преузели у његово име Алатеј и Шафрак.
Алатеј и Шафрак су се, изгубивши наду, повукли у Данастиус (савремени Дњестар), и 376. године прешли Дунав на територију Источног римског царства. Ту су учествовали 378. године, са царем Валентом битки код Адријанопоља; Коњица Алатеја и Шафрака је успешним маневром одлучила исход ове битке у корист Гота. Ту се завршава прича Амијана Маркелина, а други извори настављају историју Острогота на територији Римског царства. Познато је да је Остроготе населио цар Грацијан у Панонију 380. године.
Теорија о идентитету Видириха и деде Теодорика Великог Вандалара („Вандални освајач“) је неодржива. За Видириха се зна само да су га у јесен 376. године његови старатељи Алатеј и Шафрак, под ударима Хуна, пребацили на леву обалу у доњем току Дунава. Међутим, нема извештаја да је прешао реку. Очигледно, Видирих је изгубио живот када је још био мали дечак.